# Нефтяная и нефтеперерабатывающая промышленность Венгрии
Нефтяная и нефтеперерабатывающая промышленность — основа экономики Венгрии, включающая в себя добычу, производство, переработку, транспортировку и сбыт нефтепродуктов.

## Запасы нефти
Запасы нефти на начало 2017 года составляют 4,9 млн тонн.
Основные месторождения:
- Algyo (самое крупное месторождение,  обеспечивающее на сегодняшний день более половины всей добычи нефти),
- Nagylengyel,
- Gomba,
- Ocsa,
- Kardoskut,
- Toalmas,
- Kunagota.

Данные месторождения располагаются в Карпатском бассейне. Основные нефтяные компании:
- MOL
- Magyar Horizont.

## Добыча нефти
Из-за истощения старых и отсутствия новых месторождений добыча нефти значительно снижается из года в год.
| 2009 | 2010 | 2011 | 2012 | 2013 | 2014 | 2015 | 2016 |
| ---- | ---- | ---- | ---- | ---- | ---- | ---- | ---- |
| 0,79 | 0,72 | 0,66 | 0,65 | 0,61 | 0,57 | 0,60 | 0,69 |

### Импорт нефти
Основные пути импорта нефти в Венгрию:
- южная ветка нефтепровода «Дружба» (пропускной способностью 7,9 млн тонн в год);
- нефтепровод Adria (пропускная способность — 10 млн тонн в год).

| 2009 | 2010 | 2011 | 2012 | 2013 | 2014 | 2015 | 2016 |
| ---- | ---- | ---- | ---- | ---- | ---- | ---- | ---- |
| 5,43 | 5,77 | 5,89 | 5,45 | 5,38 | 6,06 | 6,21 | 6,01 |

### Переработка нефти и производство нефтепродуктов
В Венгрии действует единственный НПЗ Duna (Szazhalombatta), мощностью 8,1 млн т в год.
| 2009 | 2010 | 2011 | 2012 | 2013 | 2014 | 2015 | 2016 |
| ---- | ---- | ---- | ---- | ---- | ---- | ---- | ---- |
| 6,30 | 6,38 | 6,58 | 6,09 | 5,96 | 6,52 | 6,47 | 6,63 |

Основные нефтепродукты, которые производятся на НДЗ Duna: дизельное топливо, авто бензин, керосин.
|             | 2009 | 2010 | 2011 | 2012 | 2013 | 2014 | 2015 | 2016 |
| ----------- | ---- | ---- | ---- | ---- | ---- | ---- | ---- | ---- |
| СУГ         | 0,07 | 0,08 | 0,08 | 0,06 | 0,08 | 0,11 | 0,10 | 0,10 |
| Автобензины | 1,31 | 1,22 | 1,21 | 1,18 | 1,12 | 1,14 | 1,19 | 1,13 |
| Керосин     | 0,24 | 0,23 | 0,24 | 0,17 | 0,18 | 0,20 | 0,19 | 0,20 |
| Дизтопливо  | 3,46 | 3,88 | 3,80 | 3,68 | 3,53 | 3,68 | 3,16 | 3,12 |
| Мазут       | 0,17 | 0,11 | 0,13 | 0,09 | 0,10 | 0,06 | 0,07 | 0,04 |
| Итого:      | 8,01 | 8,49 | 8,51 | 8,00 | 7,89 | 8,28 | 7,63 | 7,46 |